# Nguyên Giáp
Nguyên Giáp là một xã thuộc thành phố Hải Phòng, Việt Nam.
Xã Nguyên Giáp có diện tích 8,97 km², dân số năm 1999 là 9829 người, mật độ dân số đạt 1096 người/km².
Nguyên Giáp là một xã nằm ở khu hạ huyện Tứ Kỳ cách trung tâm huyện 10Km và cách trung tâm thành phố Hải Dương 25 Km về phía Đông nam. Phía Bắc, Đông Bắc và Tây Bắc tiếp giáp với xã Quang Trung và xã Tiên Động. Phía Nam, Đông Nam và Tây Nam tiếp giáp với Hải Phòng được ngăn cách bởi dòng sông Luộc.
Nguyên Giáp có đường bộ, đường sông liên huyện và liên tỉnh chạy qua thuận lợi cho sự phát triển kinh tế.
Nguyên Giáp có việc phát triển kinh tế, giao lưu văn hoá, là địa bàn chiến lược có tầm quan trọng về quân chiều dài lịch sử trên một nghìn năm, có thời kỳ là lỵ sở của huyện Tứ Kỳ, có chợ Quí Cao, phố Quí Cao đông vui, sầm uất.
Nơi đây đã từng diễn ra những trận đấu quyết liệt giữa ta và địch trong kháng chiến chống thực dân Pháp xâm lược (1946 – 1954), trong kháng chiến chống Mỹ cứu nước (1954 – 1975) và đang từng bước vượt qua khó khăn trở ngại, tiến hành công cuộc đổi mới quê hương ngày càng giàu đẹp. Ngày 31/12/2019 Nguyên Giáp đã được UBND Tỉnh Hải Dương công nhận xã đạt chuẩn nông thôn mới năm 2019.